# Time Warp
«Time Warp» ("deformación del tiempo" en la jerga de la ciencia ficción) es el nombre de una de las principales canciones del musical de culto The Rocky Horror Picture Show. 

## Versiones
La banda mexicana Timbiriche lanzó en su disco La Banda Timbiriche en concierto (1983) la versión al español de Time Warp bajo el nombre de El Baile del Sapo. En Glee esta canción fue interpretada en el episodio número 5 de la segunda temporada, llamado The Rocky Horror Glee Show, teniendo una audiencia de 11,26 millones de personas.